# Пылаев, Борис Филиппович
Борис Филиппович Пыла́ев (1892—1957) — советский горный инженер-обогатитель.

## Биография
Родился 7 января 1892 года в Алатыре (ныне Чувашия) в семье поверенного по судебным делам.
В 1915 году окончил Санкт-Петербургский горный институт. Кандидат технических наук.
В 1915—1917 годах принимает участие в изысканиях на Урале и в Сибири. В годы Гражданской войны в России вернулся в Алатырь, работал инженером.
В 1919—1921 годах преподавал геологию и геодезию в Алатырском институте природоведения.
Летом 1923 году уезжает в командировку в Швецию. В 1930—1940 годах участвовал в строительстве и организации металлургических заводов и фабрик, в экспедициях.
Под руководством Пылаева открыты залежи бокситов и графита на Урале. Во время Великой Отечественной войны участвовал в создании брони для танков. С 1946 года работает в Институте металлургии АН Казахской ССР. В 1948 году — начальник лаборатории института «Механобр».
Пишет работы по обогащению талька (1937—1940), позволившие построить Шабровскую тальковую фабрику. В 1939—1941 гг. проведены работы по обогащению графитов Тайгинского месторождения, что позволило получить разные виды графита (элементный, электродный, металлургический, тигельный) на введенной в эксплуатацию Тайгинской обогатительной фабрике. На Ключевском заводе ферросплавов было освоено производство феррониобия. Во время Великой Отечественной войны участвовал в создании брони для советских танков. Написал более 100 научных работ и монографий.
В последние годы работал в Институте металлургии АН Казахской ССР, умер в 1957 г. в Алма-Ате. Похоронен на Центральном кладбище г. Алматы.
Был женат, потомки в настоящее время проживают в г. Алматы.

## Труды
- Новейшие методы обогащения железных руд в Швеции
- более 100 научных работ и монографий

## Награды и премии
- Сталинская премия третьей степени (1948) — за открытие, разведку и промышленное освоение крупных месторождений высококачественного графита на Урале